# Biserica de lemn din Negoiești

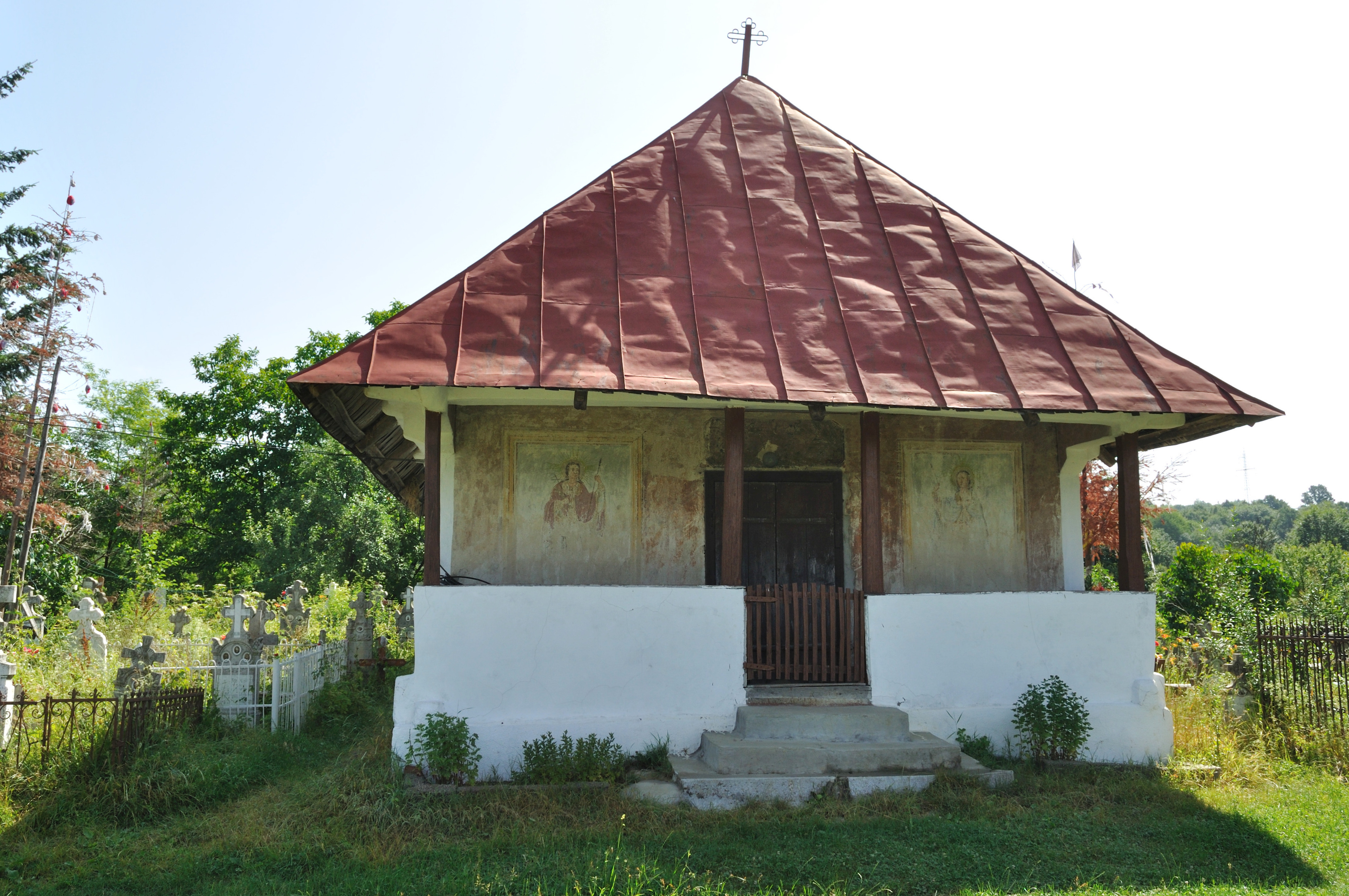
Biserica de lemn „Sfântul Dumitru” din Negoești, județul Mehedinți, foto: iunie 2010.

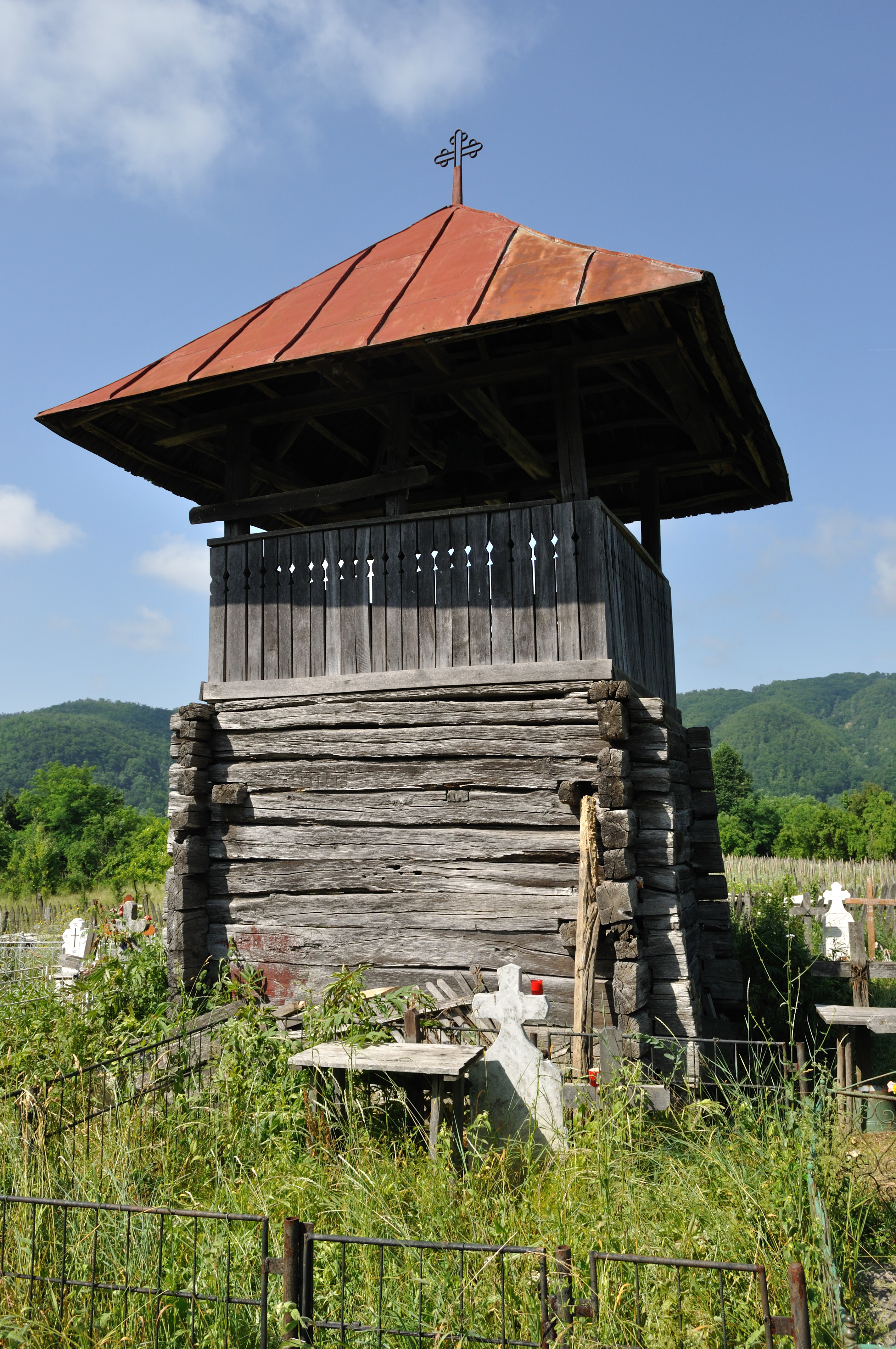
Clopotnița

Biserica de lemn din Negoești, oraș Baia de Aramă, județul Mehedinți, a fost construită în 1816 . Are hramul „Sfântul Dumitru”. Biserica se află pe noua listă a monumentelor istorice sub codul LMI:  MH-II-m-A-10365.

## Istoric și trăsături
Situată în cimitir, la marginea satului, pe un platou de unde se deschide o frumoasă panoramă a împrejurimilor, biserica „Sfântul Dumitru” nu are o dată precisă a ridicării sale. Astfel, în conformitate cu Catagrafia Episcopiei Râmnicului de la 1845, biserica datează din anul 1816, iar în anuarul Mitropoliei Olteniei din 1941 este consemnat anul 1877. Pe clopot se află înscris „turnat Antoniu Nowotny, Timișoara, 1887.” 

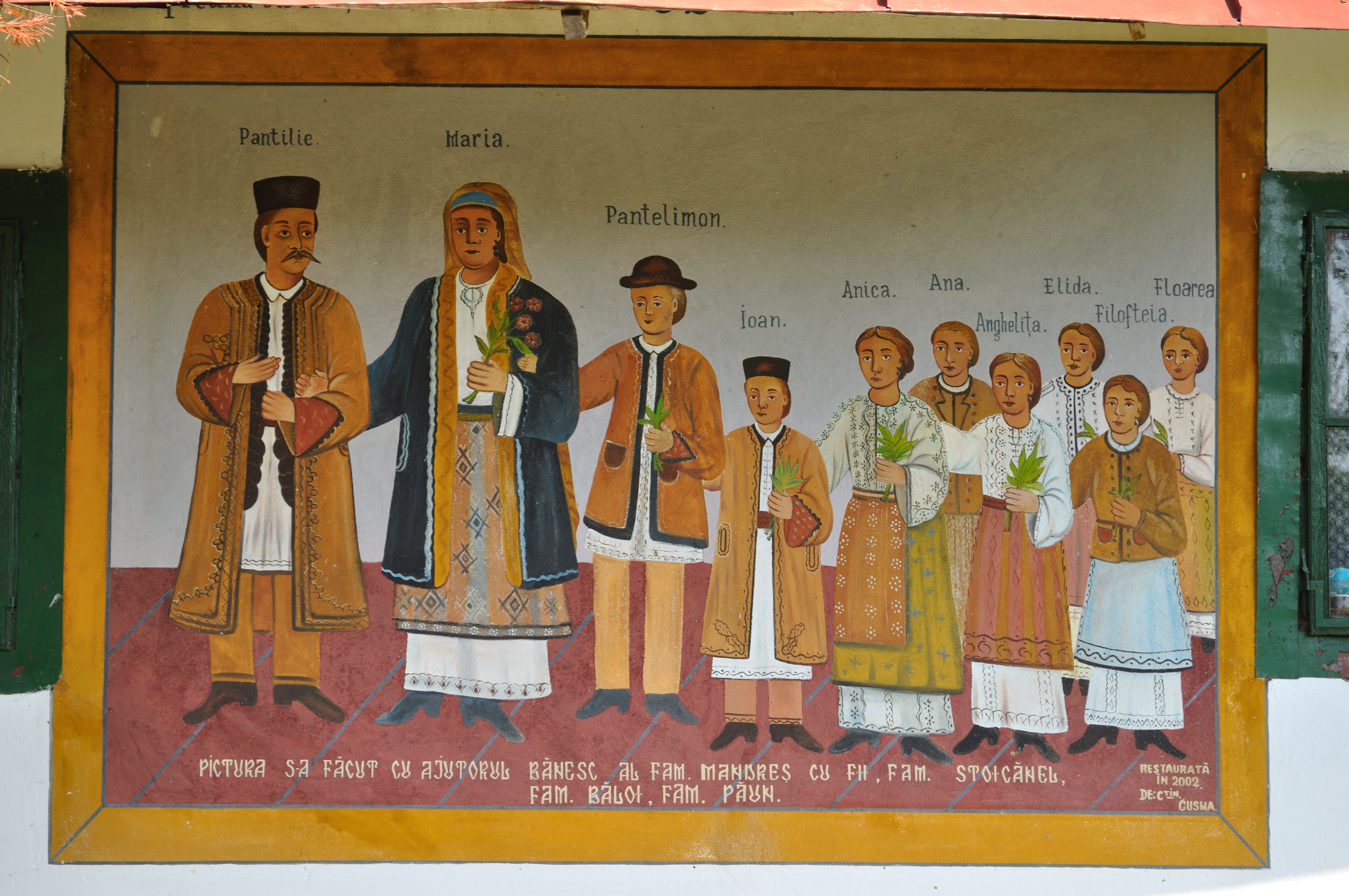
Tabloul de pe fațada sudică: familia Pantelie Șalapa - 1891

Biserica este din lemn, ridicată pe un soclu de piatră, acoperit apoi cu un brâu de beton. La intrare sunt trei trepte din piatră cioplită. Pridvorul se susține pe patru stâlpi din lemn, vopsiți în culoarea maro. Tencuiala și zugrăveala sunt ulterioare construcției propriu-zise. Pridvorul nu depășește cu mult 1 m lățime și este pardosit cu scândură de brad. Acoperișul de tablă este pus peste cel  vechi de șiță. Construcția este solidă, după cum arată tălpile din lemn de stejar, groase de 40 de cm și îmbinările de la colțuri. Pe peretele exterior dinspre sud se află un tablou din 1891, înfățișând unul dintre neamurile importante ale satului, pe nume Șalapa. 

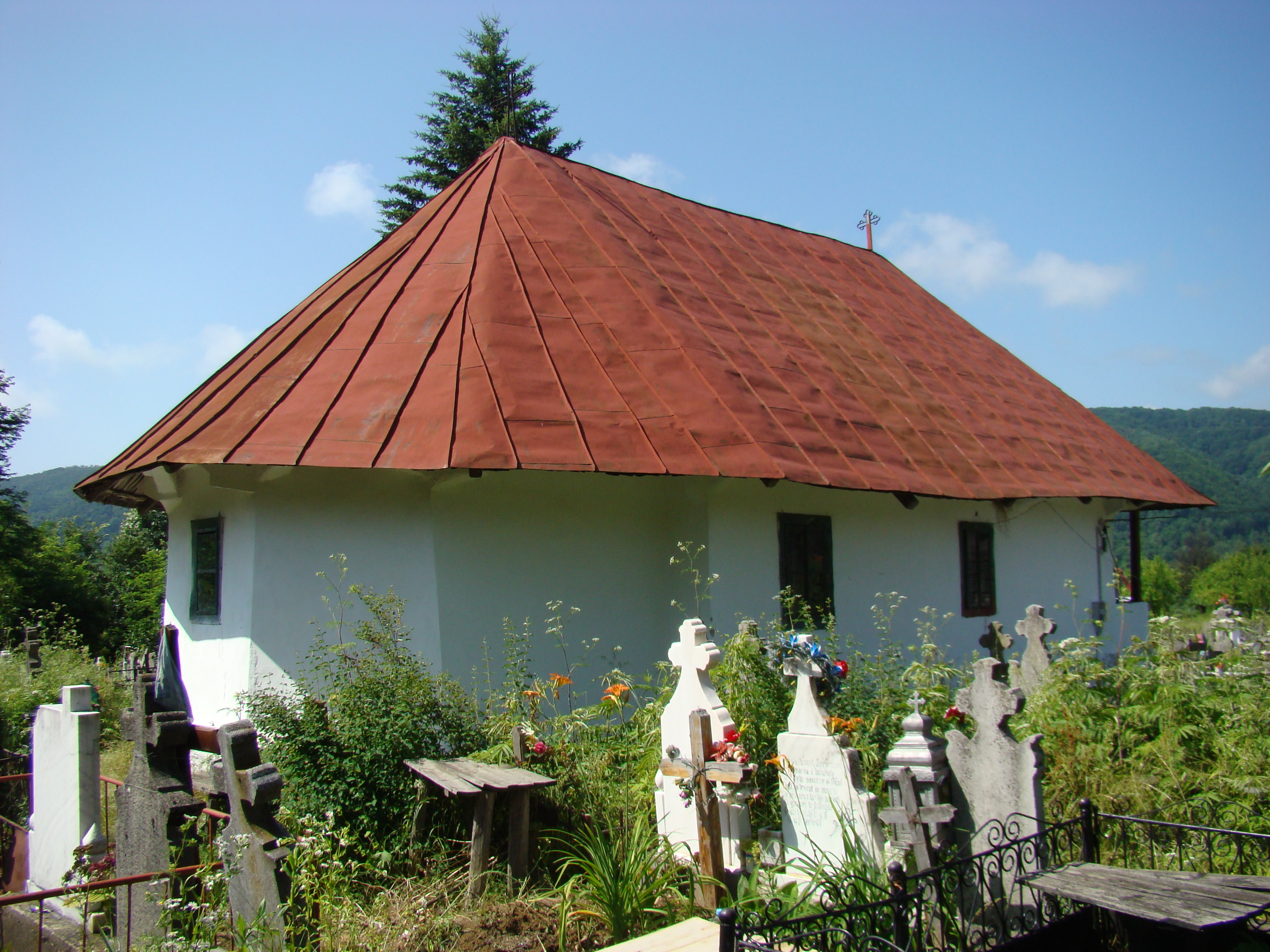
Biserica (nord-est)

Înăuntru bisericuța are nevoie de restaurare, pentru că zugrăveala s-a degradat din cauza fumului, iar unele chipuri de sfinți aproape că nu se mai cunosc. În icoana de hram, Sfântul Dimitrie, patronul bisericii, este înfățișat într-o postură războinică, de soldat, cu sulița în mâna dreaptă și crucea în stânga. Icoanele împărătești sunt duble, la fel ca la bisericuțele de lemn de la Cănicea și Turtaba, dar partea de jos nu mai are motive florale, ci prezintă scene biblice.
Catapeteasma este din două rânduri de icoane, având deasupra crucea cu Mântuitorul răstignit. În altar, sfinții canonici sunt grupați câte doi: Vasile și Grigore, Ioan și Nicolae, și cei doi arhidiaconi, Ștefan și Laurențiu. La proscomidiar există un Pomelnic de obște, destul de șters însă, pentru a se mai distinge numele ctitorilor. Piciorul mesei din altar seamănă cu o piatră de moară.

## Imagini

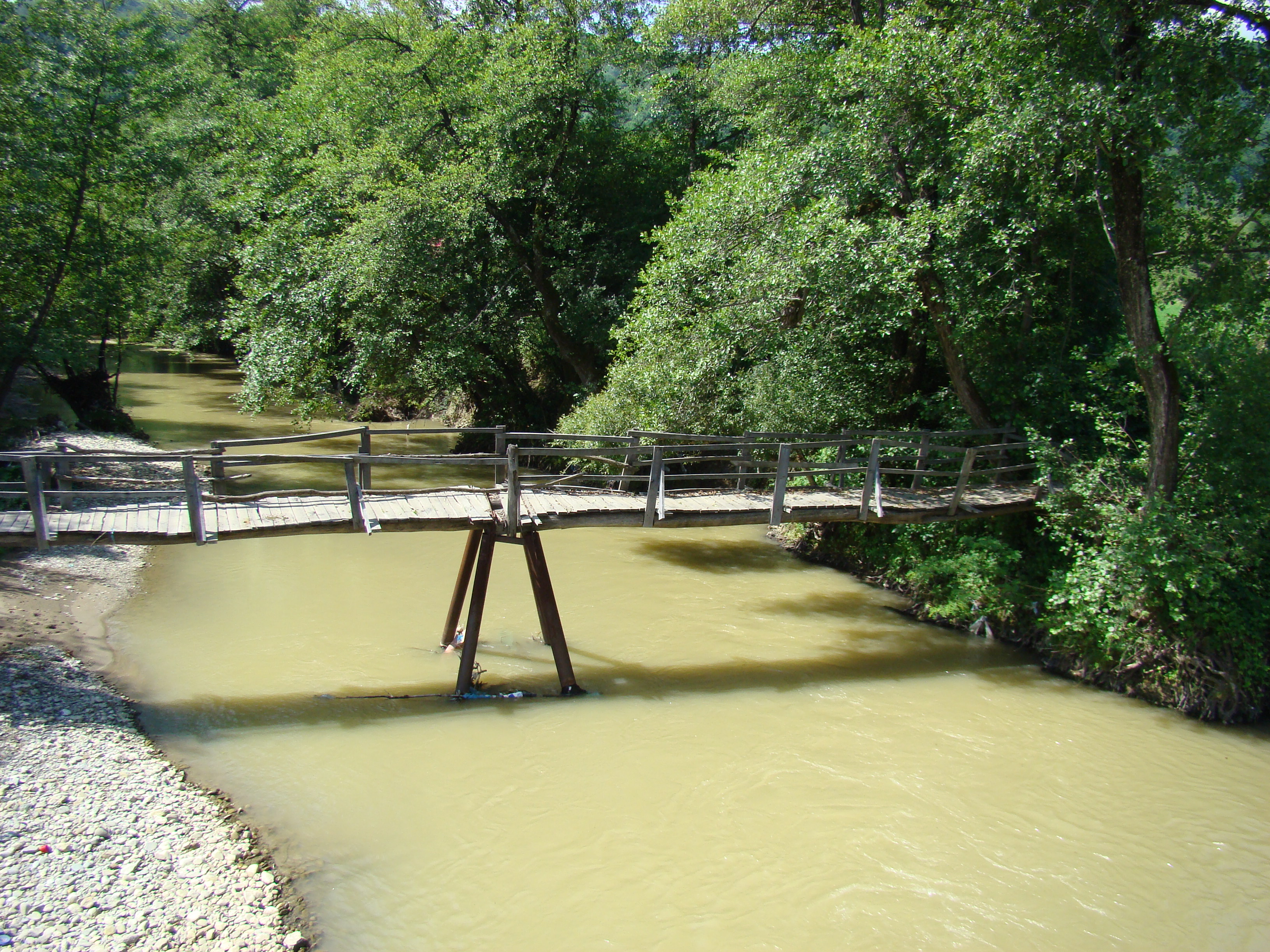
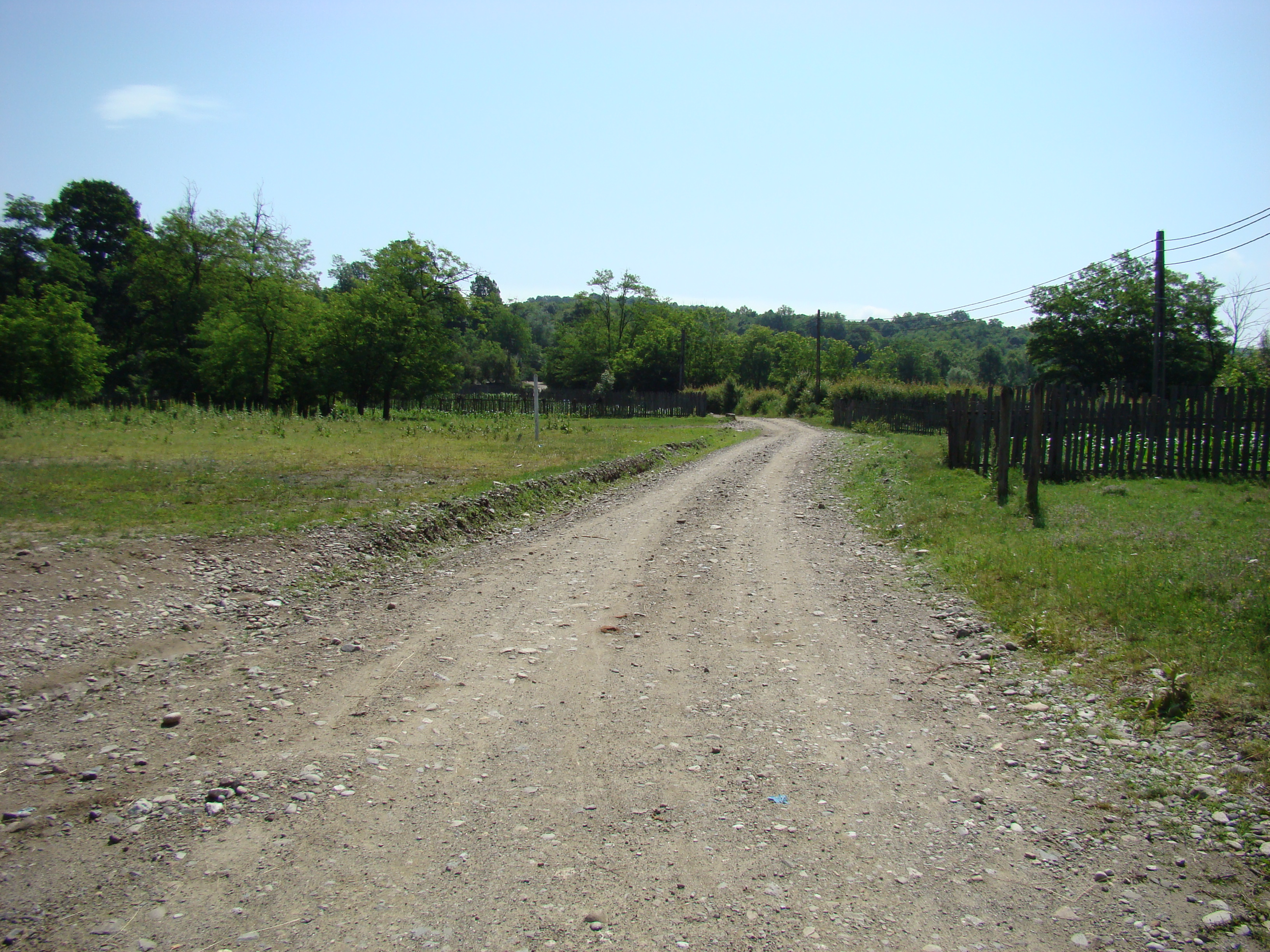
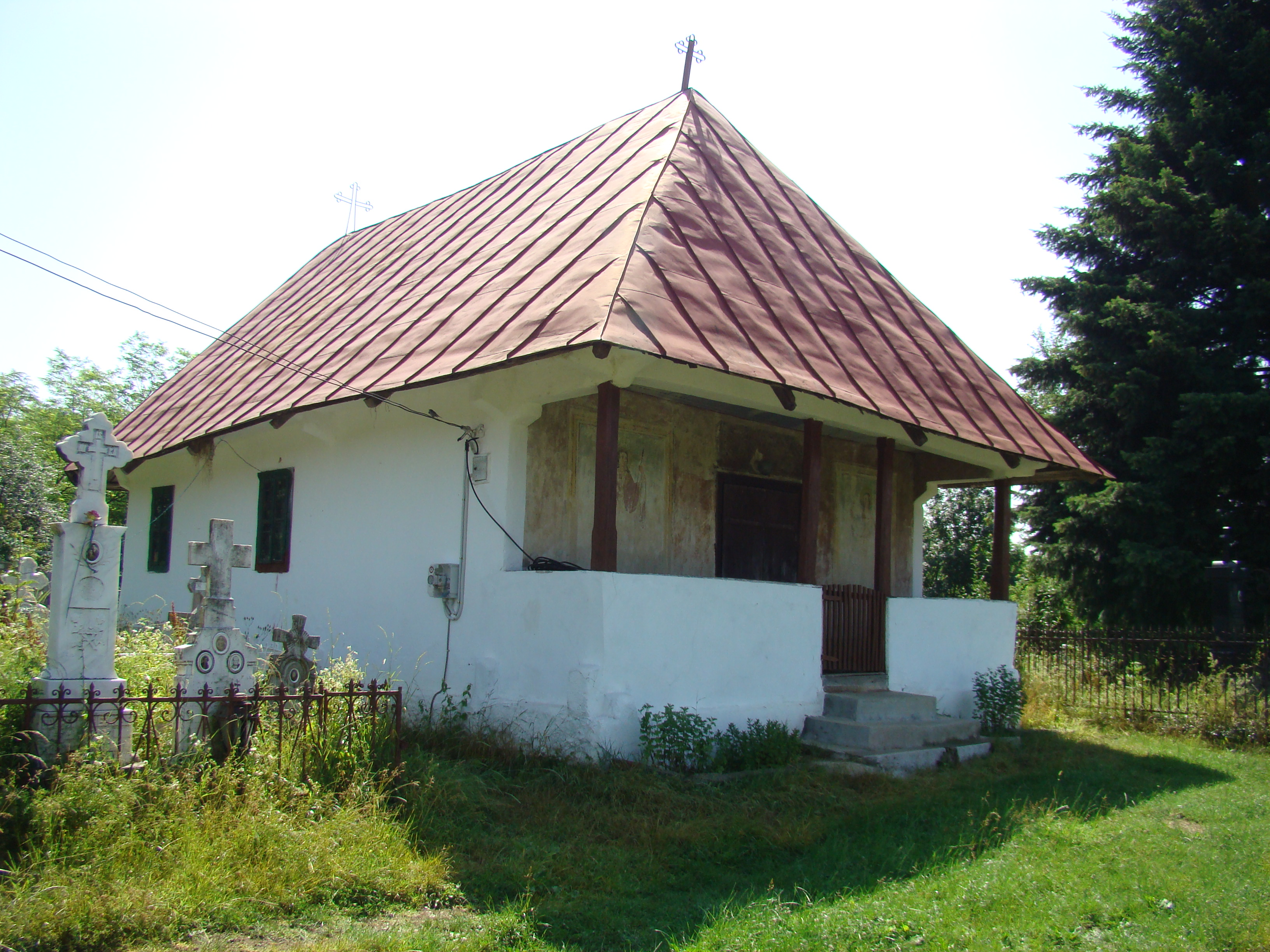
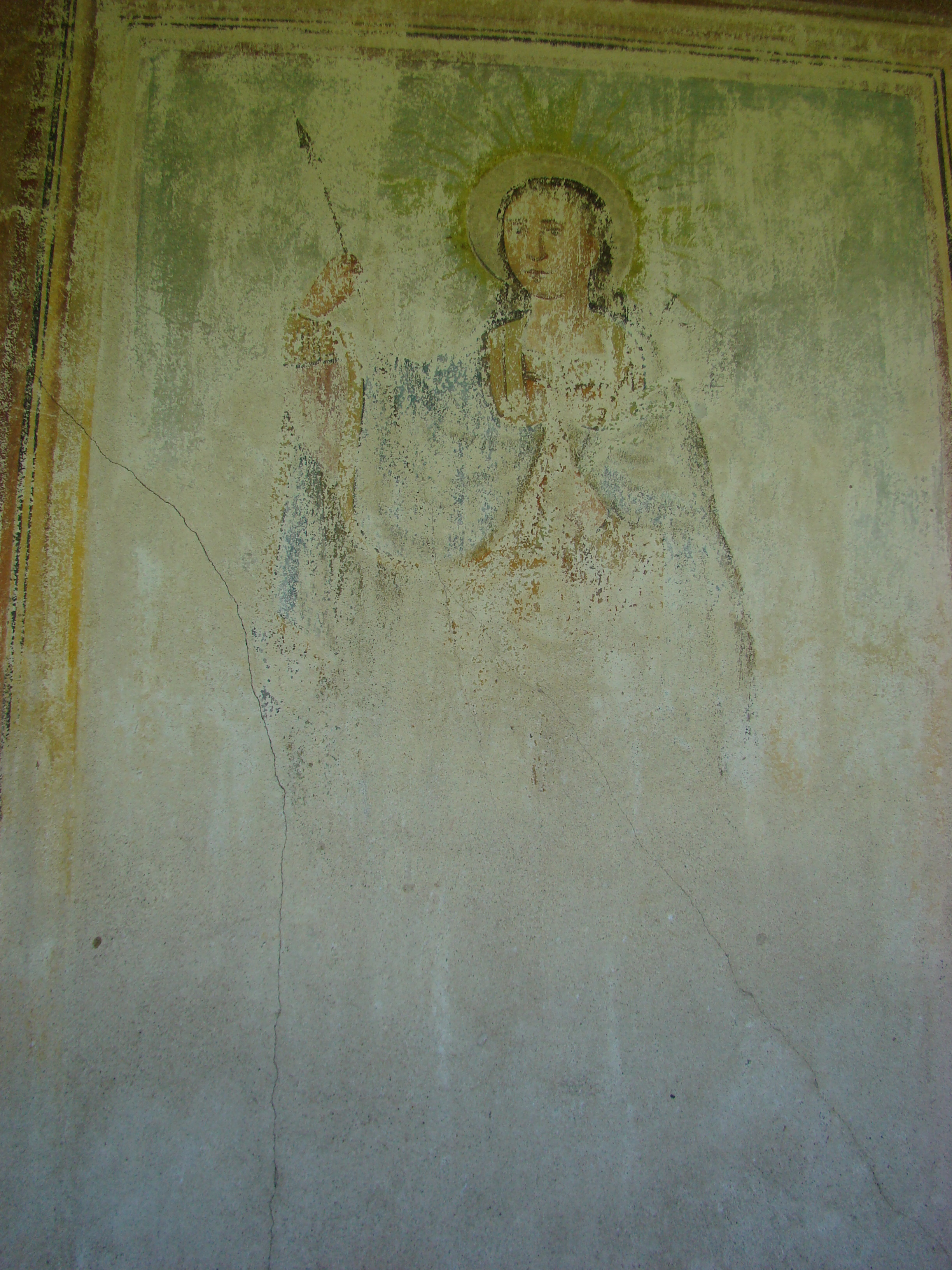
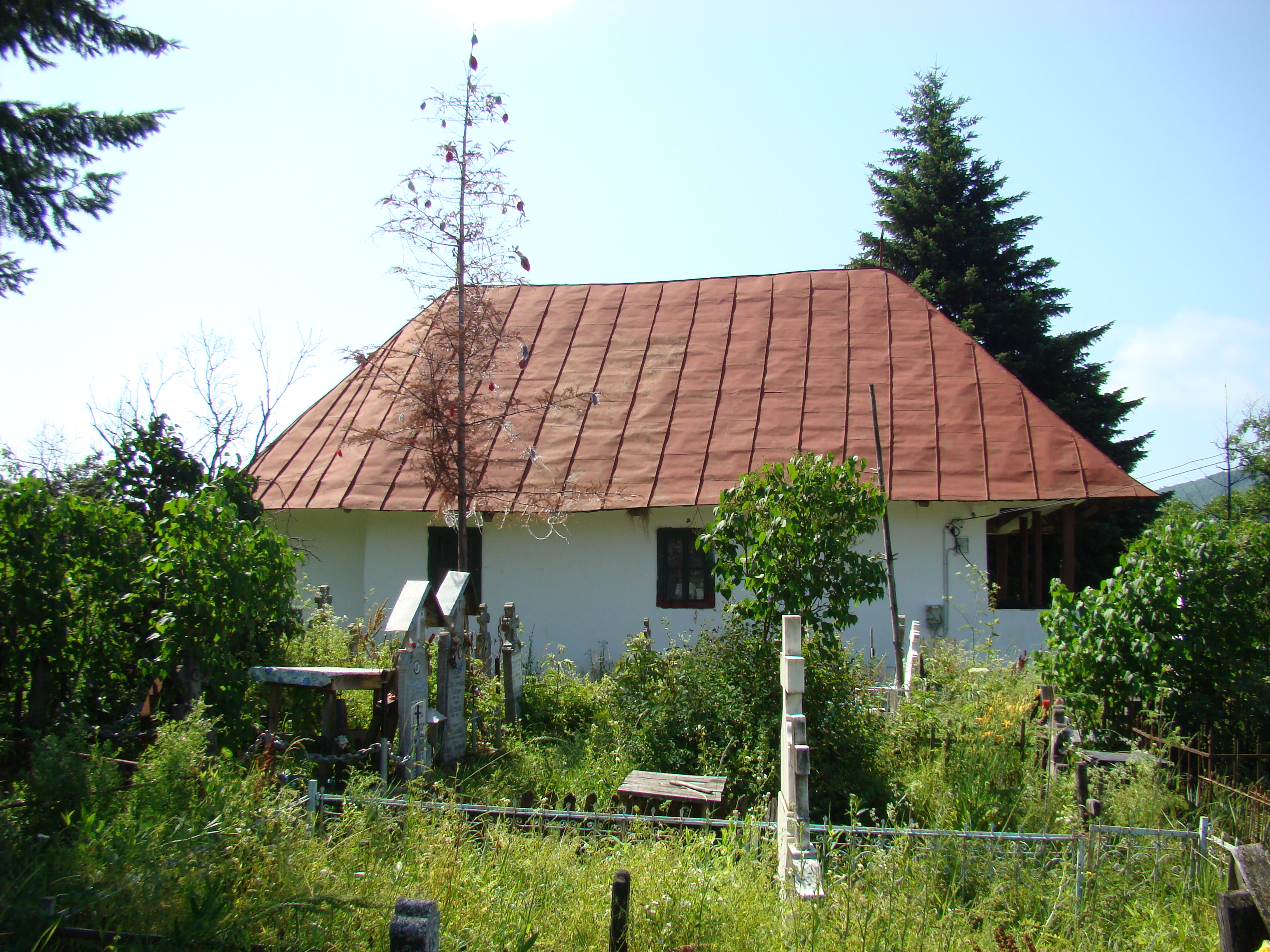
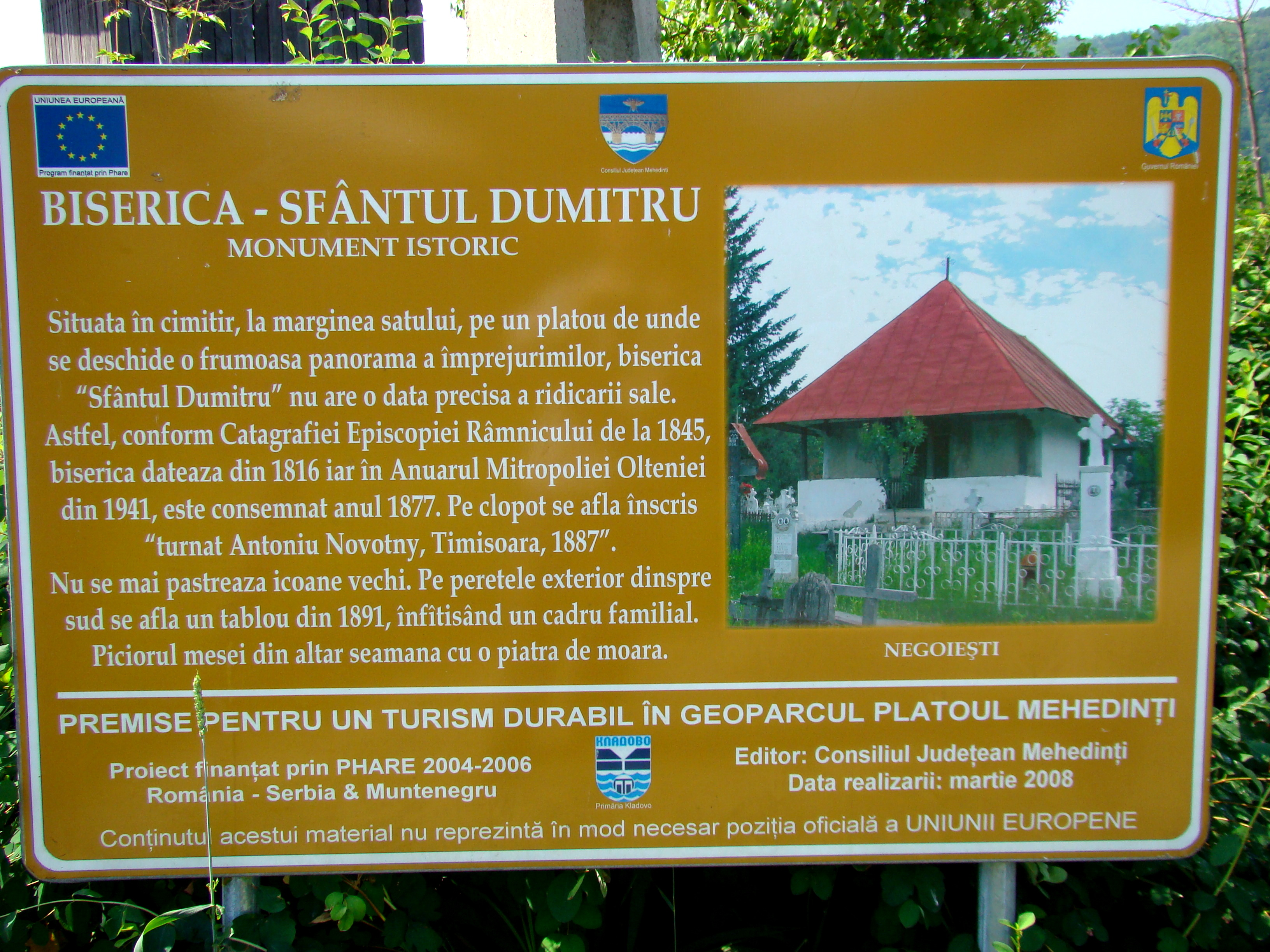
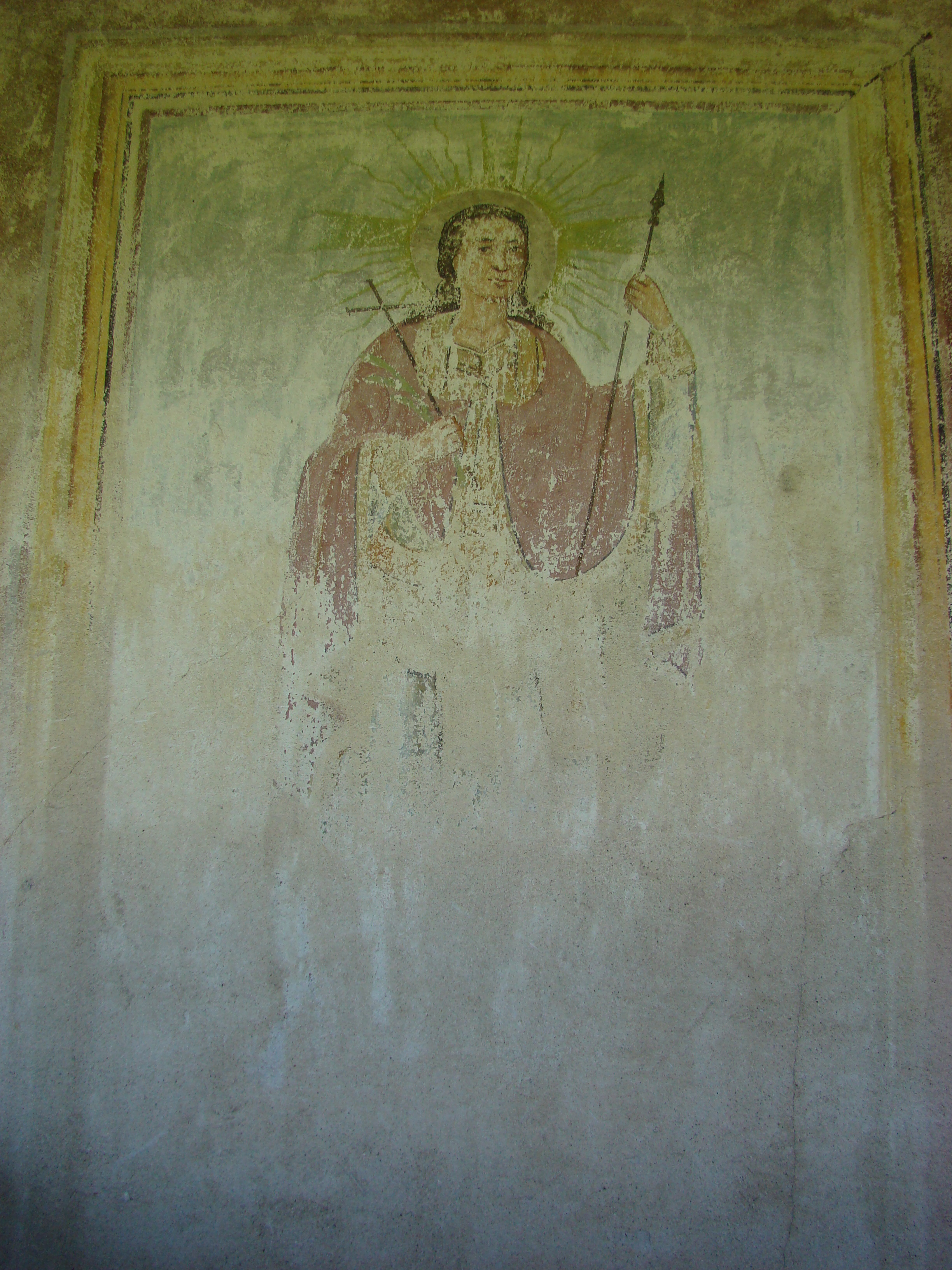
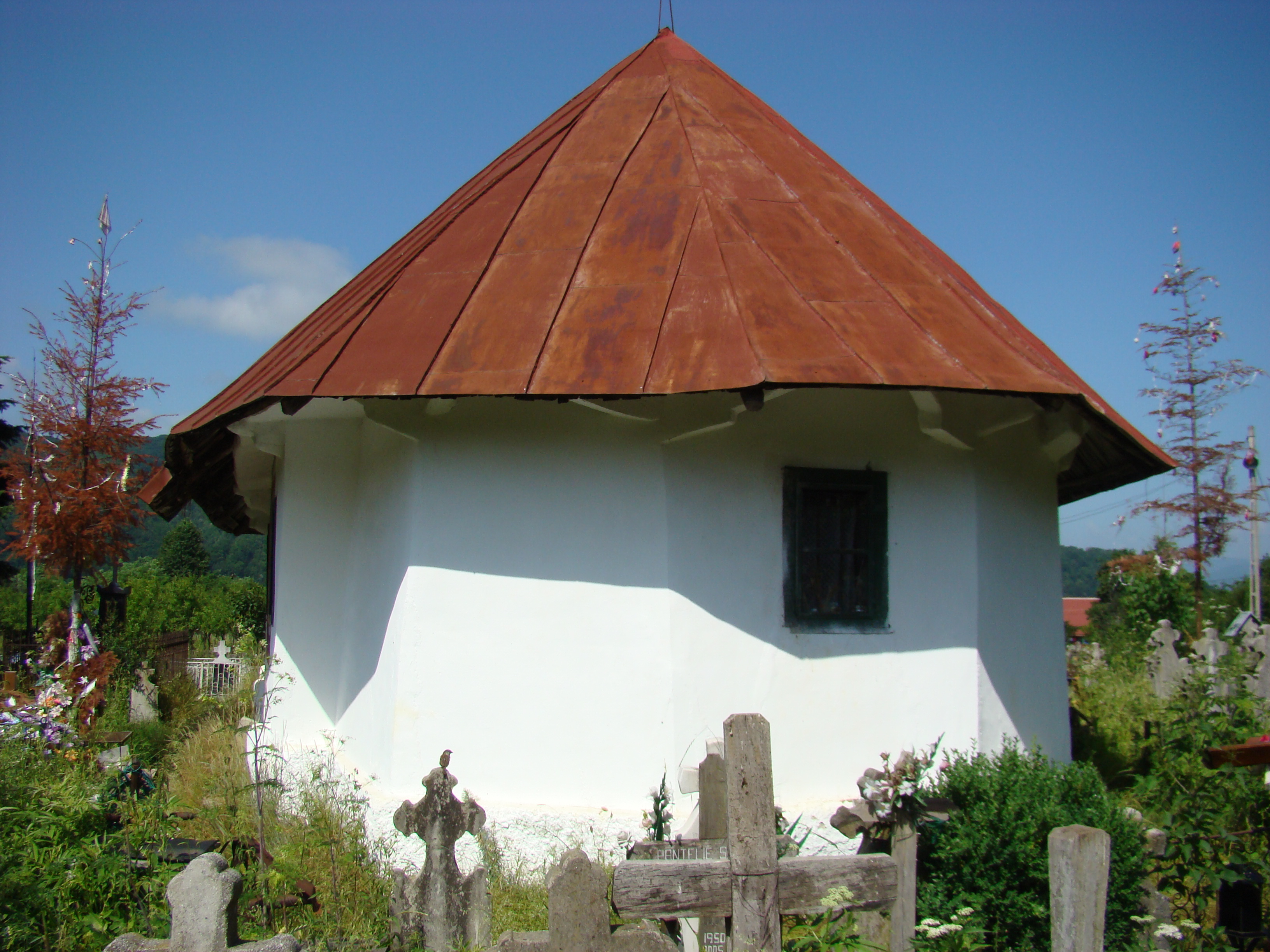
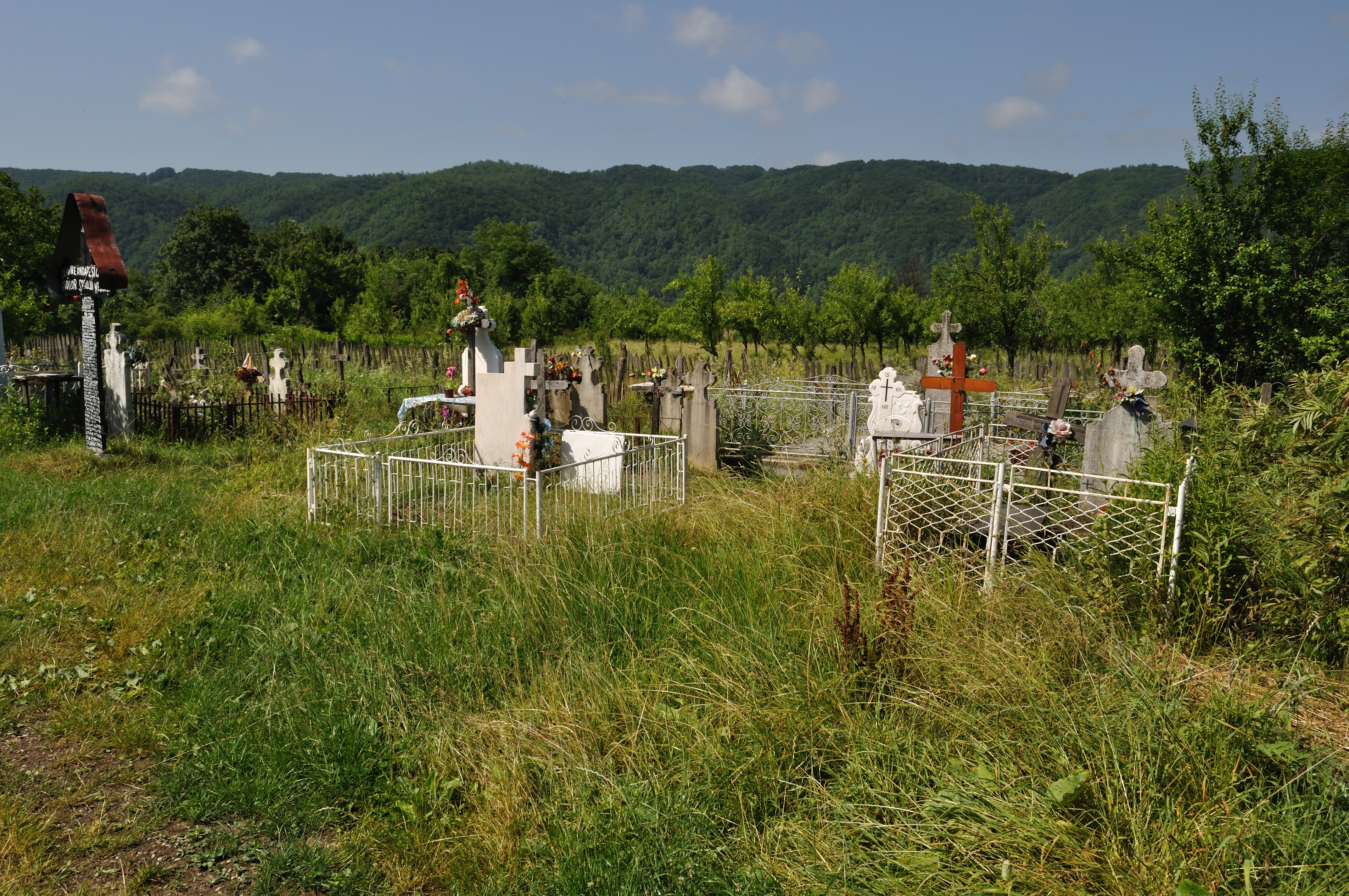
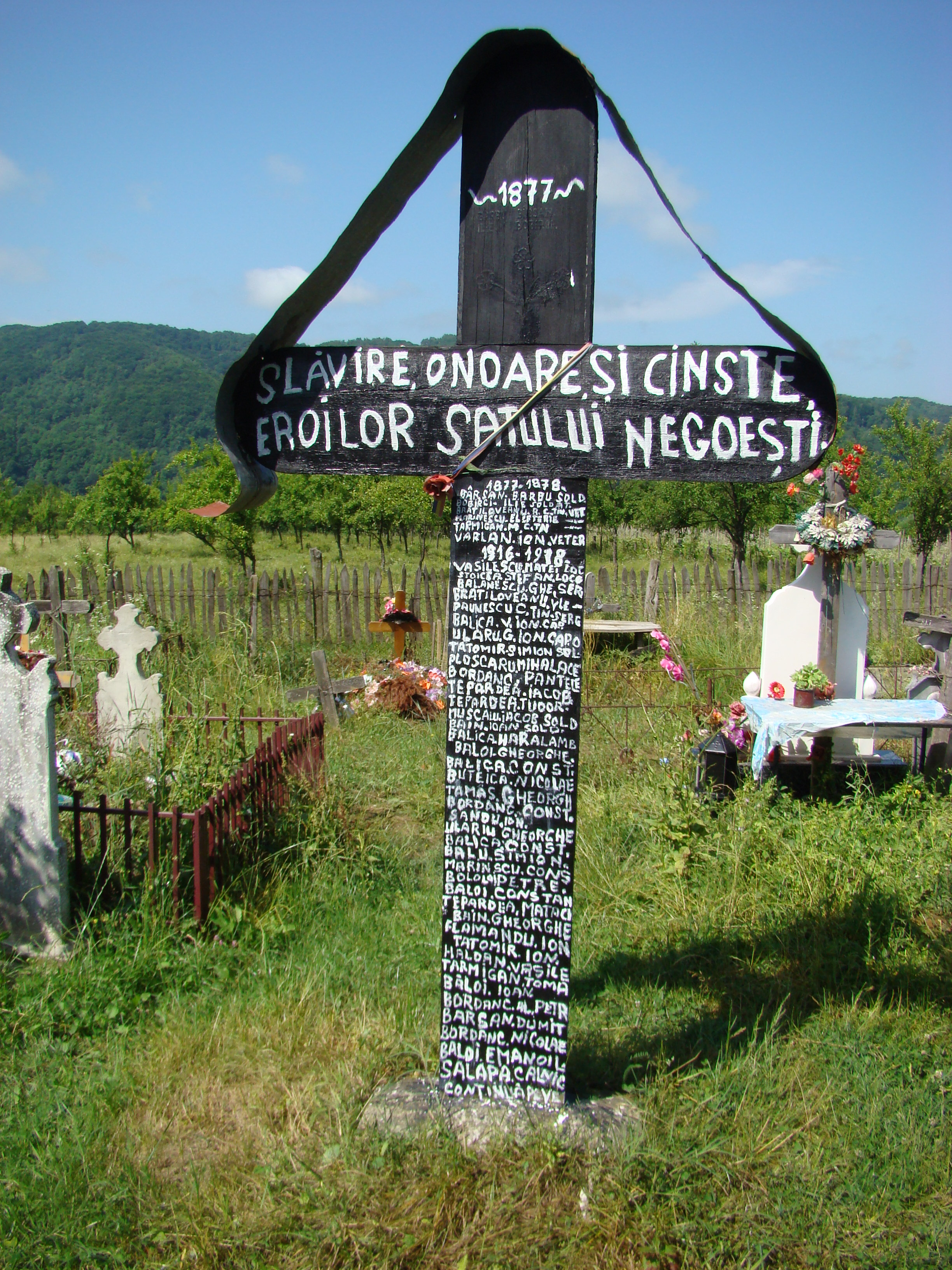